# Mustafá El-Abrak
Mustafá El-Abrak es un deportista egipcio que compitió en taekwondo. Ganó una medalla de bronce en el Campeonato Mundial de Taekwondo de 1985, en la categoría de +83 kg.

## Palmarés internacional
| Campeonato Mundial | Campeonato Mundial   | Campeonato Mundial | Campeonato Mundial |
| Año                | Lugar                | Medalla            | Categoría          |
| ------------------ | -------------------- | ------------------ | ------------------ |
| 1985               | Seúl (Corea del Sur) | Medalla de bronce  | +83 kg             |